# Pfarrkirche Eberstalzell

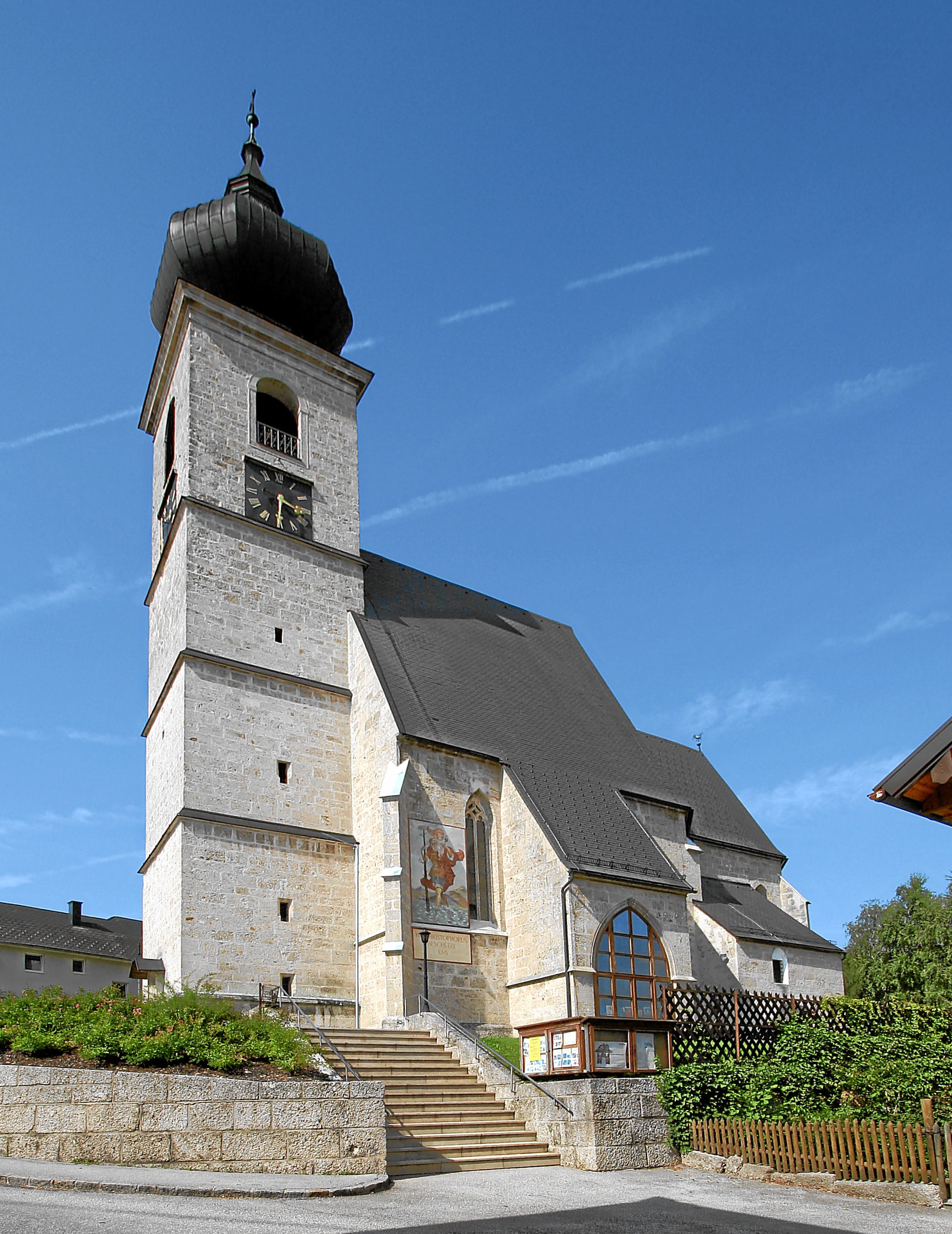
Katholische Pfarrkirche hl. Ulrich in Eberstalzell

Die römisch-katholische Pfarrkirche Eberstalzell steht in der Gemeinde Eberstalzell im Bezirk Wels-Land in Oberösterreich. Sie ist dem heiligen Ulrich geweiht und gehört zum Dekanat Pettenbach in der Diözese Linz. Das Bauwerk steht unter Denkmalschutz.

## Geschichte
Die Kirche wird 1179 erstmals urkundlich als Filialkirche der Pfarre Steinerkirchen erwähnt. Die spätgotische Hallenkirche wurde in den Jahren 1448 bis 1450 erbaut, der Chor folgte 1492 und das Südportal im Jahr 1494. Die endgültige Kirchweihe erfolgte 1520.

## Kirchenbau
Kirchenäußeres

Die Kirche besteht aus Quadermauerwerk und hat einen barock ausgebauten Westturm. Der 1535 gebaute Kirchturm hat einen barocken Zwiebelhelm. Dem verstäbten Südportal von 1494 ist eine sternrippengewölbte Vorhalle vorgebaut. Auch das Westportal sowie das Tor zur Empore und zur Sakristei sind verstäbt.
Kircheninneres

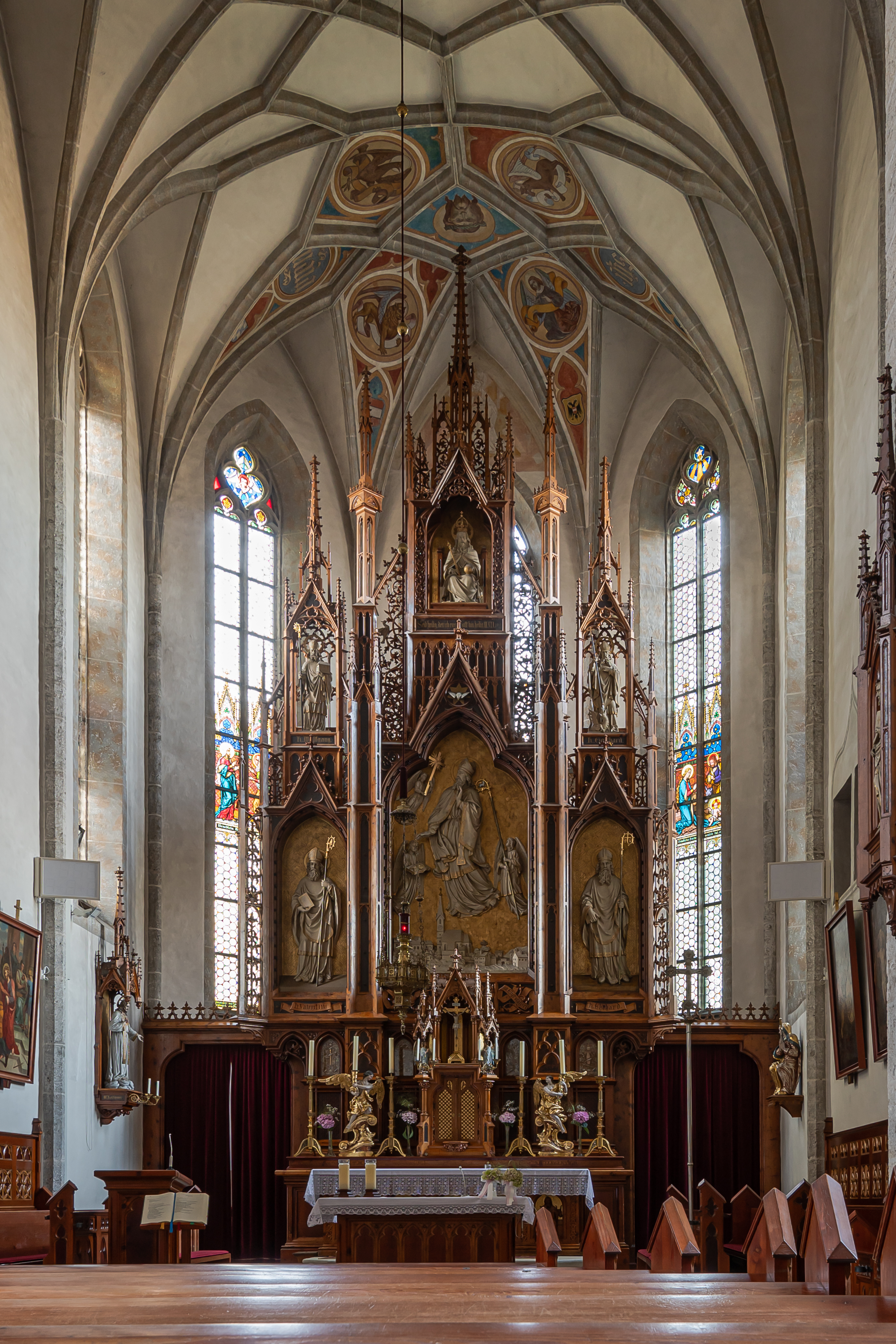
Inneres mit Blick zum Chor

Die Kirche hat ein zweischiffiges, dreijochiges Langhaus, das außergewöhnlich hoch ist. Es ist netzrippen- und sternrippengewölbt. Das Gewölbe ist mit dem der Pfarrkirche Vöcklabruck vergleichbar. Die beiden Mittelpfeiler sind teilweise kanneliert und teilweise gerautet. Der eingezogene Chor ist fast gleich hoch wie das Langhaus. Der dreijochige Chor mit 3/8-Schluss wirkt sehr weiträumig. Das Netzrippengewölbe lagert auf Achteckdiensten. Der Chor ist mit spätgotischer Gewölbemalerei geschmückt, die das „Haupt Christi“ sowie die Symbole der Evangelisten darstellt. Durch Restaurierungen wurden die ursprünglichen Malereien völlig verfälscht. Die Westempore ist vierachsig und zwei Mal gebrochen. Die Empore ruht auf einem Kielbogen mit gerauteten Säulen sowie Netzrippengewölbe.

## Ausstattung
Die Einrichtung ist neugotisch. Die Statuen der Heiligen Valentin und Erhard sowie das Kruzifix an der Westempore stammen vom ehemaligen Hochaltar, der 1643 errichtet wurde. Die Johannes-Nepomuk-Säule an der Mittelsäule im Langhaus stammt aus dem zweiten Viertel des 18. Jahrhunderts. Die vierzehn Kreuzwegstationen sind frühbarock und waren ursprünglich in der Stiftskirche Kremsmünster aufgehängt. Die stark manieristischen Bilder stammen aus dem 17. Jahrhundert. In der Vorhalle steht eine figurale Kreuzgruppe von 1705.